# Фёдоров, Константин Николаевич (артиллерист)
Константин Николаевич Фёдоров (24 ноября 1924, Кобона — 26 января 1945, Польша) — командир расчёта 76-мм пушки 176-го стрелкового полка (46-я стрелковая дивизия, 2-я ударная армия, 2-й Белорусский фронт), сержант.

## Биография
Константин Николаевич Фёдоров родился в деревне Кобона (ныне Кировский район Ленинградской области) в семье рабочего. Окончил 7 классов школы. С 1918 года жил в посёлке Шлиссельбургского порохового завода (совр. посёлок имени Морозова Всеволожского района).
В Великую Отечественную войну 26 ноября 1942 года Всеволожским райвоенкоматом был призван в ряды Красной армии и направлен на Ленинградский фронт.
Служил в артиллерии, но освоил ещё и специальность минёра. 11 ноября 1943 года награждён приказом по 456 полку медалью «За отвагу» за то, что освоил специальность минёра и за два месяца установил 1500 противопехотных и противотанковых мин, под сильным огнём снял 150 мин противника при проделывании проходов для похождения групп разведчиков и установил в местах, где возможны действия разведки противника, мины на неизвлекаемость.
Во время наступательных боёв на Карельском перешейке 14—19 июня 1944 года командир расчёта сержант Фёдоров подавил 2 75-мм орудия и 4 станковых пулемёта. Во время боя при прорыве рубежа обороны на реке Мустаоя он уничтожил 75-мм орудие противника вместе с прислугой и один станковый пулемёт, обеспечив продвижение пехотных подразделений. Приказом по 46 стрелковой дивизии от 24 июня 1944 года он был награждён орденом Славы 3-й степени.
В боях за освобождение Эстонии 17 — 23 сентября 1944 года командир расчёта сержант Фёдоров со своим орудием находился в передовых частях на прямой наводке. В бою за город Пыльтсамаа 19 сентября 1944 года уничтожил до 15 солдат противника, 2 станковых пулемёта, подавил 3 миномётные батареи и дзот, мешавшие форсированию реки Пыльтсамаа. Приказом по войскам 2-й ударной армии от 9 октября 1944 года он был награждён орденом Славы 2-й степени.
Во время прорыва обороны противника в районе города Цеханув 14 января 1945 года сержант Фёдоров точными выстрелами уничтожил 3 пулемётных точки и одно орудие противника прямой наводки, чем обеспечил продвижение вперёд пехотных подразделений. В дальнейшем бою, после передислокации, он поджёг 3 танка противника. Орудие было повреждено, и Фёдоров заметил самоходную артиллерийскую установку, направлявшуюся в сторону его орудия. Взяв гранаты, он незаметно подобрался к САУ и броском гранаты из укрытия повредил её, тем самым спас своё орудие от уничтожения. 
В одном из следующих боёв был тяжело ранен в грудь. Скончался 26 января 1945 года в госпитале.
Указом Президиума Верховного Совета СССР от 24 марта 1945 года он был награждён орденом Славы 1-й степени (посмертно).